# Antirrhea phasiana
Antirrhea phasiana é uma borboleta neotropical da família Nymphalidae e subfamília Satyrinae, descrita em 1870 e que se distribui da Venezuela até o Peru. Visto por cima, o padrão básico da espécie apresenta asas de coloração castanha com uma série de quatro ocelos de coloração negra, com pontuações brancas em seu centro, em sequência e próximos à borda das asas anteriores. O ocelo mais acima (no ápice das asas) é de tamanho reduzido e fundido no ocelo abaixo. Asas posteriores com, geralmente, quatro pontuações circulares negras em sequência. Os ocelos das asas anteriores e as pontuações das asas posteriores são margeados por uma forte tonalidade alaranjada. Vista por baixo, a espécie apresenta a padronagem de folha seca.

## Hábitos
São borboletas que se alimentam de frutos em fermentação e que possuem voo baixo[carece de fontes?], pousando em folhagem seca e plantas do solo das florestas.